# 塞雷諾 (密蘇里州)
塞雷諾（英語：Sereno）是位於美國密蘇里州佩里縣的非建制地區。

## 歷史
塞雷諾的郵局於1888年設立，其後於1905年停運。

## 地理
塞雷諾所處的海拔為高於海平面189米（即620英呎），而該地所採用的時區為UTC-6，即北美中部時區（CST）。同時該地設有夏令時間，為UTC-6調快一小時，即UTC-5（CDT）。